# Württembergische T 6
Die T 6 der Königlich Württembergischen Staats-Eisenbahnen waren laufachsenlose Güterzug-Tenderlokomotiven mit vier Kuppelachsen. Sie wurde speziell für den schweren Rangierdienst beschafft und wurde vor allem im Raum Stuttgart eingesetzt.

## Entstehung

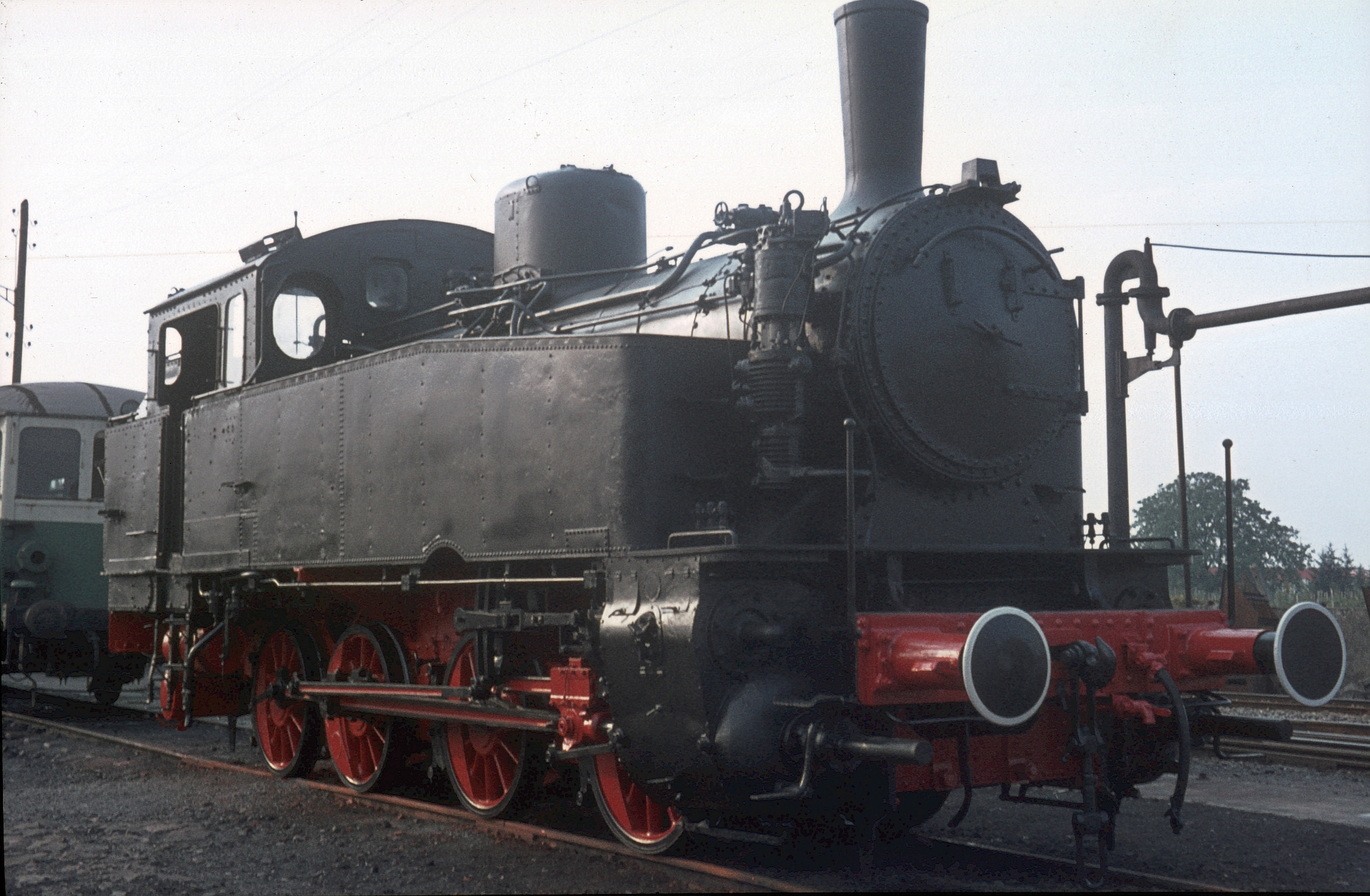
SWEG 394 abgestellt in Endingen

Der Bedarf an leistungsstarken Lokomotiven für den Rangierdienst war weiter gewachsen. Aufgrund der Erfahrungen mit der Württembergischen T 4 war von Anfang an eine Heißdampf-Ausführung vorgesehen, wegen des Verwendungszweckes wählte man den kleineren Treibraddurchmesser von 1.150 mm. 1916 und 1917 lieferte die Maschinenfabrik Esslingen unter den Fabriknummern 3768 bis 3773 die Lokomotiven 1401 bis 1406, 1918 folgten mit den Fabriknummern 3825 bis 3830 die Lokomotiven 1407 bis 1412.
Die Lokomotiven hatten einen Kleinrauchrohrüberhitzer der Bauart Schmidt und eine gegenüber vergleichbaren Lokomotiven niedrige Kessellage. Der schmale Stehkessel war zwischen den Rahmenwangen untergebracht. Bei den Lokomotiven des Baujahres 1918 wurde der Zylinderdurchmesser bei gleichbleibendem Hub verkleinert. Die zweite und vierte Kuppelachse waren seitenverschiebbar gelagert, wodurch eine gute Bogenläufigkeit erreicht wurde. Die dritte Kuppelachse war zur Aufnahme der großen hinteren Last näher an die vierte herangelegt. Die Treibstange, die an der dritten Achse angriff, war außergewöhnlich lang.
Mit 15 t Achsfahrmasse konnten sie nicht auf Nebenbahnen verkehren, da dort maximal 13 t zulässig waren. Sie versahen auf allen größeren Bahnhöfen Rangierdienst und beförderten 320 t auf 5 ‰ Steigung mit 40 km/h.

## Verbleib
Die Maschine mit der Betriebsnummer 1407 wurde 1919 an die damalige französische Staatsbahn ETAT abgegeben und mit der Nummer 40.903 eingeordnet. 

### DR-Baureihe 92.0
Die Deutsche Reichsbahn übernahm die übrigen elf Lokomotiven und ordnete sie als Baureihe 92.0 in ihren Nummernplan ein.
Die 92 007 wurde nach einem Unfall 1936 ausgemustert, die anderen 10 Lokomotiven verblieben in den Westzonen und wurden bis 1948 ausgemustert oder an Privatbahnen verkauft.
- Die 92 002 und die 92 004 verkaufte die Reichsbahn 1948 an die Württembergische Eisenbahn-Gesellschaft (WEG). Die WEG reihte sie mit den Nummern 30 und 31 ein. Sie wurden dort zu den einzigen Heißdampfloks der WEG und kamen auf den Strecken Nürtingen–Neuffen und Gaildorf–Untergröningen zum Einsatz. Die beiden Exemplare wurden 1963 in Neuffen verschrottet.[2]

- Vier weitere Exemplare verkaufte die Reichsbahn 1947–1948 an die Süddeutsche Eisenbahn-Gesellschaft (SEG). Die Loks 92 003, 92 006 und 92 011 wurden als SEG 391, 392 und 394 umgezeichnet sowie eine unbekannte 92 (nach Ingo Hütter 92 008[3]) als SEG 393. Lok 392 war zeitweise der Reinheim-Reichelsheimer Eisenbahn zugeteilt. Die Loks 391, 393 und 394 waren mindestens bis Mitte der 1950er Jahre auf der Kaiserstuhlbahn im Einsatz. Lok 394 (ehemals 1412 bzw. 92 011) gelangte 1974 als Schaustück zum Europa-Park Rust und ist dort als einzige württembergische T 6 erhalten.[4][5]

- 1948 wurde die 92 001 ausgemustert und danach an die Hersfelder Kreisbahn verkauft, die sie mit der Nummer 4 (in dritter Besetzung) einreihte. 1952 wurde sie an die Südzucker AG verkauft.

- 1947 wurden die 92 009 und 92 010 an die Osthannoverschen Eisenbahnen (OHE) verkauft, die sie als 92 112 und 92 113 einreihten. Die 92 113 wurde 1950 an die Eisenbahn-Gesellschaft Altona-Kaltenkirchen-Neumünster (AKN) verkauft, die sie mit der Nummer 26 (Zweitbesetzung) einreihte. 1953 ging sie an die Westfälische Lokfabrik Hattingen (WLH) und schied im gleichen Jahr aus.[6]

Die 92 112 wurde 1949 an die Deutsche Eisenbahn-Betriebsgesellschaft (DEBG) verkauft, die sie als Nummer 98 einreihte und auf verschiedenen Strecken einsetzte. Die ersten Fahrten auf der Bahnstrecke Vorwohle–Emmerthal (VEE) zeigten die Schwächen der Lok, weil nach relativ kurzer Distanz der Überhitzer gereinigt werden musste. Nach weiteren Fahrten auf der Kleinbahn Voldagsen-Duingen-Delligsen (VDD) blieb die Lok erneut mit verstopftem Überhitzer liegen, was eine Veränderung desselben auf einen Großrohrüberhitzer nötig machte. Außerdem waren einige andere Änderungen an der Dampfmaschine vorgenommen worden. Nach dem Umbau von 1952 bis 1954 lief die Lok dann zuverlässig.
Nach 1954 kam sie zur Albtalbahn, wo sie vorläufiger Ersatz für die ausgemusterte Lokomotive 35 war. Danach wurde sie auf mehreren Strecken der DEBG eingesetzt, bis sie 1963 ausgemustert und 1964 verschrottet wurde.
In der Ursprungsversion der T6 hatte die Lokomotive ursprünglich einen Kleinrohrüberhitzer, Dieser neigte dieser auf den ersten Fahrten auf der VEE und VDD zum Verstopfen. Das veranlasste die Umrüstung der Lok mit einem Großrohrüberhitzer. Außerdem wurden einige Veränderungen am Kessel vorgenommen, die nicht im Kesselbuch eingetragen waren. Um eine Zulassung des Kessels zu erlangen, musste die DEBG eine Rohrwandberechnung selber durchführen.
Der Kessel hatte 28 Rauchrohre mit einem Außendurchmesser von 108 mm und einem Innendurchmesser von 100 mm. Die Feuerbüchse war mittels 666 Stehbolzen mit einer Stärke von 19 mm mit dem Hinterkessel verbunden. Er hatte zwei Sicherheitsventile der Bauart Pop mit einem Durchmesser von 89 mm. Gespeist wurde er durch zwei Injektoren der Bauart Friedmann.